# Gints Freimanis
Gints Freimanis (Saldus, RSS de Letonia; 9 de mayo de 1985 – Saldus, Letonia; 6 de junio de 2023) fue un futbolista letón que jugó en la posición de lateral derecho.

## Carrera

### Club
| Periodo   | Club                     | Apariciones | Goles |
| --------- | ------------------------ | ----------- | ----- |
| 2005      | FK Ventspils             | 0           | 0     |
| 2006      | RSK Dižvanagi            | 13          | 0     |
| 2006–2007 | FK Jelgava               | 20          | 11    |
| 2007      | FK Jūrmala               | 16          | 1     |
| 2008      | FK Rīga                  | 13          | 1     |
| 2009      | St Patrick's Athletic FC | 1           | 0     |
| 2010–2011 | FK Jelgava               | 28          | 1     |
| 2012      | FC Pommern Greifswald    | 24          | 2     |
| 2013–2018 | FK Jelgava               | 110         | 2     |
| 2018–2020 | FK Spartaks Jūrmala      | 51          | 2     |
| 2020–2022 | Saldus SS/Leevon         | 34          | 1     |

### Selección nacional
Jugó para Letonia en 13 ocasiones de 2014 a 2018 y anotó un gol el 31 de agosto de 2017 en la derrota por 1-3 ante Hungría en Budapest por la clasificación de UEFA para la Copa Mundial de Fútbol de 2018.

## Logros

### Club
- Latvian Football Cup: 2009–10, 2013–14, 2014–15, 2015–16

### Selección nacional
- Baltic Cup: 2014, 2016

### Individual
- Mejor defensa de la Virsliga en 2016.[3]

## Muerte
Freimanis fue diagnosticado con cáncer de piel en octubre de 2021. El 6 de junio de 2023 muere a los 38 a causa de la enfermedad.